# Alpinia nidus-vespae
Alpinia nidus-vespae là một loài thực vật có hoa trong họ Gừng. Loài này được A.Raynal & J.Raynal mô tả khoa học đầu tiên năm 1973.